# Кіррвайлер (Кузель)
Кіррвайлер (нім. Kirrweiler) — громада в Німеччині, розташована в землі Рейнланд-Пфальц. Входить до складу району Кузель. Складова частина об'єднання громад Лаутереккен-Вольфштайн.
Площа — 6,34 км2. Населення становить 163 ос. (станом на 31 грудня 2020).